# スタークルーズ
スタークルーズ（Star cruises）は、シンガポールのリゾート・ワールド・クルーズが運航するクルーズブランド。

## 概要
東南アジアを主な活動エリアにしているクルーズ客船会社。創業は1993年と新しいが、非欧米系のオペレーターで初めてメガシップを建造したり、2000年にはノルウェージャン・クルーズライン（NCL）を買収するなど急成長を遂げ、業界再編などによって2010年頃には世界第3位にランクされることになった。NCLには新造船を投入し、旧型客船をスター・クルーズに転属させる運用を行った。その後2013年にはNCLが株式上場、2018年までにスタークルーズはNCL株を完全売却した。
スタークルーズはマレーシアでカジノやホテルを経営しているゲンティン・グループの傘下企業で香港のゲンティン香港（Genting Hong Kong）が運営している。ゲンティンハイランドでのカジノ以外の事業による多角化経営を模索する中で競争の激しいホテルや政府の補助が必要な航空業を避けて、北米で急成長していたクルーズ客船事業に着目し1993年にStar Cruises Limitedとして設立、社名とファンネルマークはマレーシアの国教であるイスラム教への信仰を表したものとした。
1999年11月10日にGenting Hong Kong Limitedに社名変更、ゲンティン香港はスタークルーズ等のクルーズ事業を核に、マニラでカジノリゾート「リゾートワールドマニラ」（Resorts World Manila）を運営している。日本では1990年代終期から2000年代初期、テレビでCMを流していた。
その後は新型コロナウイルス感染拡大に伴うゲンティン香港傘下の造船所の倒産に伴い2022年に倒産し営業を終了。同年にはゲンティン香港のオーナーを務めていたタン・スリとリム・コック・タイが新会社「リゾート・ワールド・クルーズ」（RWC）を設立し、2025年2月にはスタークルーズブランドの復活を決定し保有する客船2隻を6月までに移行作業を完了するとしている。

## サービス
これまでのクルーズでは常識とされてきたテーブル指定制など、「様々な制約のなかで楽しむ」という伝統的で保守的な考え方を一変し、もっと自由にもっと気軽に楽しめる新しいクルージングのスタイルである「フリースタイル・クルージング」を提唱している。例えば、“好きな時に、好きな人と、好きな物を、好きなテーブルで”楽しむことのできるフリースタイル・ダイニングやノーチップ制の導入など。
本格的な客船を気軽な料金（1泊1万円程度から）と日程（1泊から）で体験出来ることで人気。アジアンホスピタリティー溢れるサービスは肩肘の張らないカジュアルな内容で、クルーズ初心者でも楽しめると評判。
クルーズ代金には、基本的な食事代やエンターテイメント費が含まれている（飲み物は有料）。その他、有料レストランでは和食やフランス料理などワンランク上の楽しみ方も可能。また、クルーズラインとしては珍しく貸切スペースが豊富で、企業・職場旅行や修学旅行などの団体旅行でのパーティーやイベントなどへの対応も可能。
日本から比較的アクセスしやすい台湾や香港、シンガポール起点の定期航路では、日本人乗務員が乗務している（一部の客船を除く）。また船内では各種イベントやエンターテイメントのスケジュール、レストランの情報などクルーズを満喫するための情報が満載の船内新聞（スターナビゲーター）やレストランのメニューをはじめ様々な情報を日本語で得ることも可能である。
寄港地では日本語のショアエクスカーション（寄港地観光のオプショナルツアー）も設定されており、外国の客船クルーズ会社の中でも日本人乗客に向けたサービスの充実度が高いクルーズラインである。

## 船隊

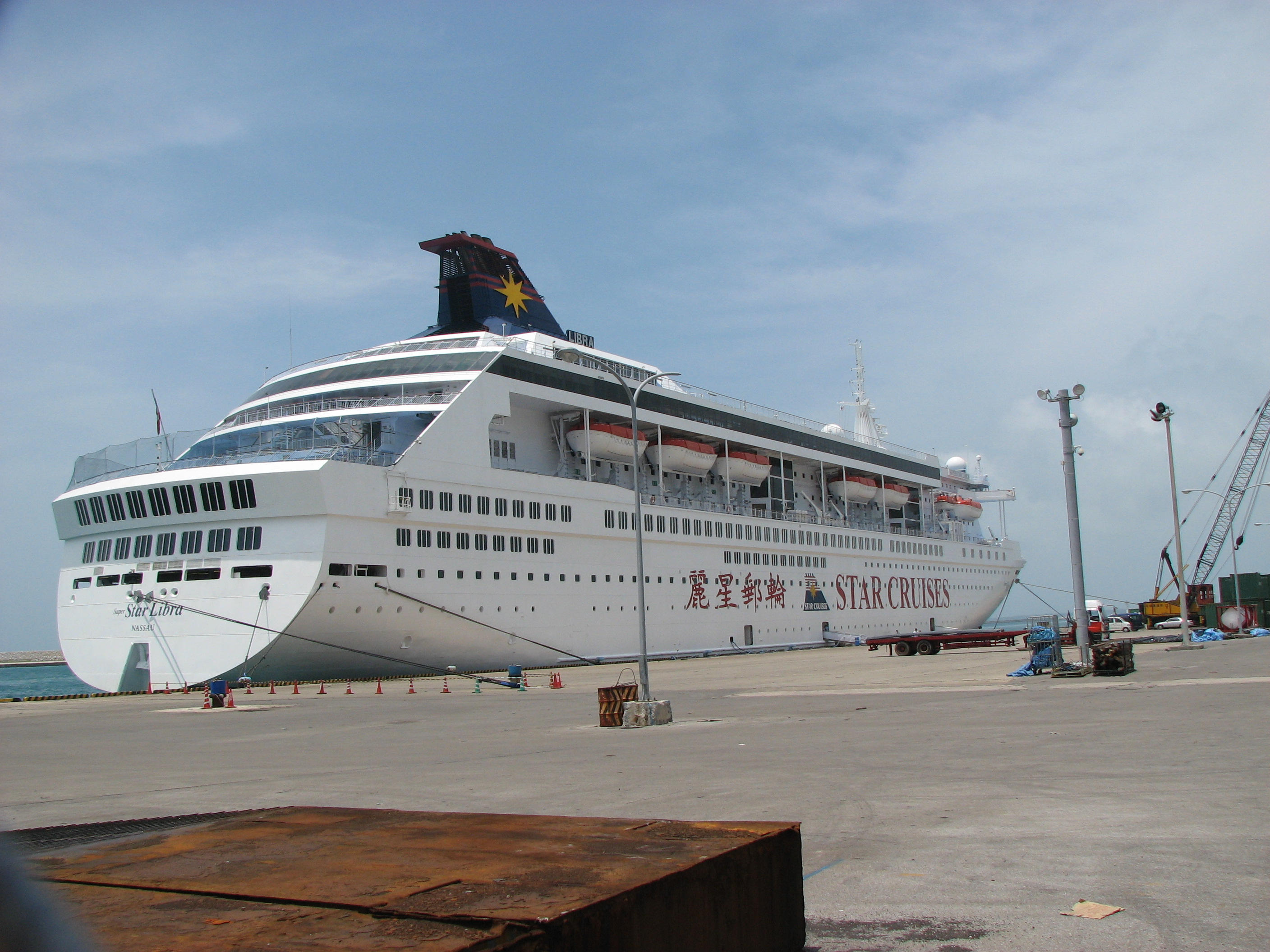
スーパースターリブラ・石垣港・沖縄

まず、メガスターの二隻は「チャーターヨット」という位置づけで定期クルーズにつくことはない。ヴァーゴとジェミニはシンガポールを拠点にしての運航で、ヴァーゴはタイ国境まで北上する3泊とポート・クラン（クアラルンプールの外港）まで行く2泊の繰り返し（まとめて5泊で販売されている）のコース、ジェミニは一週間からそれ以上の長期のコースについている。
パイシスは香港ベースのワンナイト、リブラは2006年秋まではマルタをベースにしたヨーロッパクルーズ、冬以降はムンバイをベースにしたインドクルーズについていた。
創業当初は中古船（ジェミナイ）やフェリーからの改造船（パイシス）などでやりくりしていたが、ヴァーゴの姉妹船であるスーパースター・レオを建造するなど拡大路線を辿り、9万トンクラスの船の投入によってジェミナイやパイシスなどは一掃されるものだと思われていた。事実、パイシスの僚船であったスター・アクエリアスは売却されている。しかし、NCLを買収したことによってスタークルーズ用に建造されたメガシップがNCLに配船されることとなりジェミナイやパイシスなども残ることになった。レオもノルウェージャン・スピリットと名を代えて移籍した。
2007年にNCLの「ノルウェージャンウィンド」を「スーパースター・アクエリアス」としてスタークルーズに移籍、現在15万トンクラスの船籍を2隻造船中。船名の命名基準は黄道十二星座に由来するものとした。

### 現在の客船
| 船                   | 就航 | スタークルーズとしての運行開始年 | 総トン   | 備考                                                                          | 画像 |
| -------------------- | ---- | -------------------------------- | -------- | ----------------------------------------------------------------------------- | ---- |
| スター・ボイジャー   | 1997 | 2025-                            | 40,012GT | 以前はドーン・プリンセス                                                      |      |
| スター・ナビゲーター | 1999 | 1999–2018 2025-                  | 75,338GT | 1999-2018年はスーパースター・ヴァーゴ 2019-2025年はエクスプローラー・ドリーム |      |

### 以前の客船
| 客船                                                | 就航 | スタークルーズとしての運行                                                                  | 総トン     | 退役後の状況                                                     | 画像 |
| --------------------------------------------------- | ---- | ------------------------------------------------------------------------------------------- | ---------- | ---------------------------------------------------------------- | ---- |
| スーパースター・レオ                                | 1998 | 1998–2004                                                                                   | 75,338 GT  | ノルウェージャン・クルーズラインのノルウェージャン・スピリット   |      |
| スター・アクエリアス                                | 1988 | 1993–2001                                                                                   | 40,012 GT  | DFDSのパール・オブ・スカンジナビア                               |      |
| スーパースター・ジェミナイ                          | 1992 | 1995–2009                                                                                   | 19,093 GT  | 現在はジェミニ。運行停止中。                                     |      |
| スーパースター・カプリコーン                        | 1973 | 1997–1998 2001–2004                                                                         | 21,891 GT  | Fred. Olsen Cruise LinesのBoudicca                               |      |
| スーパースター・サジテリアス                        | 1972 | 1998                                                                                        | 16,607 GT  | オリエンタル・ドラゴン                                           |      |
| スーパースター・ヨーロッパ スーパースター・アリエス | 1980 | 1998–2004 スーパースター・ヨーロッパ -（1999–2000） スーパースター・アリエス -（2000–2004） | 37,301 GT  | サガ・クルーズのサガ・サファイア                                 |      |
| スーパースター・タウラス                            | 1980 | 2000–2001                                                                                   | 15,179 GT  | ルイス・クルーズラインのクリスタル                               |      |
| スーパースター・リブラ                              | 2001 | 運行せず                                                                                    | 91,740 GT  | ノルウェージャン・クルーズラインのノルウェージャン・スター       |      |
| スーパースター・スコーピオ                          | 2002 | 運行せず                                                                                    | 92,250 GT  | ノルウェージャン・クルーズラインのノルウェージャン・ドーン       |      |
| メガスター・サジテリアス                            | 2000 | 1988–1997 2000–2001                                                                         | 4,200 GT   | クルーズ・ウエストのスピリット・オブ・オーシャナス               | N/A  |
| メガスター・カプリコーン                            | 1991 | 2000                                                                                        | 4,280 GT   | ヘブリディーン・アイランド・クルーズのヘブリディーン・スピリット | N/A  |
| メガスター・アリエス                                | 1989 | ---                                                                                         | 3,341 GT   | チャーター船                                                     |      |
| メガスター・タウラス                                | 1989 | 1998-1999                                                                                   | 3,341 GT   | チャーター船                                                     | N/A  |
| スター・パイシス                                    | 1990 | 1994–2022                                                                                   | 40,012トン | 以前はカリプソ                                                   |      |
| スーパースター・リブラ                              | 1988 | 2005-2018                                                                                   | 42,275トン | 以前はノルウェージャン・シー                                     |      |
| スーパースター・アクエリアス                        | 1993 | 2007–2022                                                                                   | 51,309トン | 以前はノルウェージャン・ウインド                                 |      |
| スーパースター・ジェミナイ                          | 1992 | 2012–2022                                                                                   | 50,764トン | 以前はノルウェージャン・ドリーム                                 |      |

## 日本との関わり
- 神戸起点、長崎起点で朝鮮半島を回る定期クルーズを行っていたが、採算が取れなかったことから1年半ほどで撤退している[3]。1999年頃には、しばしスーパースタータウラスによる鹿児島に寄港、チャーターも行われていた。また、台湾ベースで沖縄を巡るクルーズも行い、こちらは盛況であったが、台風などを理由に撤退している（琉球新報05/10/14）。ただし、沖縄タイムスの1月25日版によると6月にリブラを用いて再開されると報じられ、2007年7月から再開された。
- その後2017年には、「スーパースター・ヴァーゴ」を用い大阪・横浜を拠点に上海を経由するルートで日本発着便を2000年以来17年ぶりに再開[5]。日本向けのサービスとして、よしもとクリエイティブ・エージェンシーとの合同プロジェクトとなる吉本興業所属芸人によるエンターテインメントショー「ヴァーゴtheよしもと@クルーズ」が開催された[6]。